# Monument funéraire de Charlotte-Catherine de La Trémoille
Le monument funéraire de Charlotte-Catherine de La Trémoille est une sculpture funéraire réalisée par Simon Guillain en 1629 sur commande de Henri II de Bourbon-Condé pour le tombeau de sa mère Charlotte-Catherine de La Trémoille. L’œuvre est actuellement conservée au musée du Louvre.

## Contexte de la commande
L’œuvre est commandée à Simon Guillain (réputé pour ses sculptures funéraires) par Henri II de Bourbon-Condé, pour le couvent de l'Ave-Maria à Paris où est inhumé sa mère Charlotte-Catherine de La Trémoille, six mois après la mort de cette dernière. Il s'agit là d'un très rare cas où le contrat stipule clairement que l'artiste aura un portrait pour l'aider dans sa réalisation.

## Description
La princesse de Condé est représentée à genoux, en prière, en robe et coiffure de l'époque, richement parée, dans un manteau d'hermine à fleurs de lys. C'est donc le lien avec la famille royale qui est ici marqué. L’œuvre est ainsi caractéristique de l'image du priant au XVIIe siècle, majoritaire à cette période au détriment des gisants. Si la représentation des défunts en priant n'est pas une nouveauté, on note à cette période une généralisation de ce type de représentation. 

## Monument funéraire
C'est à l'origine tout un complexe architectural qui est conçu par Simon Guillain. Il conçoit un priant de type tombeau clôture. Il économise de la place et met en valeur le défunt. La tête est orientée vers l'intérieur de l'église, vers le maître-autel de l'église. Ce choix doit ainsi être replacé dans le contexte de la Contre-Réforme. Nous sommes en effet ici en présence d'une effigie active de la mort, contrairement au gisant qui en est une représentation inerte. La défunte assiste donc à l'eucharistie, principe réaffirmé par la Contre-Réforme. C'est aussi important car l'effigie est en position de prière post-mortelle constante jusqu'à la Résurrection. On met en valeur le fait qu'il est possible d'agir pour son salut (par opposition aux thèses protestantes).
Enfin, la statue était placée sur un sarcophage, ici un cénotaphe. Le corps ne s'y trouve cependant pas car une bulle papale interdit l'inhumation au-dessus du sol des églises. Le sarcophage remplace alors le transi. On suggère la présence du mort mais ne montre pas la réalité macabre.

## Stylistique
La statue funéraire du XVIIe siècle s'inscrit dans la continuité du XVIe siècle. On retrouve ainsi globalement une statuaire figée. Ce n'est cependant pas le cas ici où le sculpteur recherche le naturel, dans les postures. Même si la défunte est positionnée toujours relativement droite, le visage se tourne et les mains, c'est assez neuf, se décollent du corps. La bouche entre-ouverte, ce qui confère un aspect vivant. C'est en ainsi dans d'autres gisants du même artiste comme celui Chrétienne Leclerc. Simon Guillain annonce ici les avancées stylistiques du milieu du siècle.